# Акалович Констянтин Маркович
Констянтин Маркович Акалович (біл. Канстанцін Маркавіч Акаловіч; 17 (29) вересня 1872–1933) — депутат IV Державної Думи від Мінської губернії.

## Біографія
Священник. Закінчив Мінську духовну семінарію. Учасник єпархіального та районного з'їзду духовенства Мінської єпархії. Єпархіальний місіонер, секретар Вільнюського єпархіального місіонерського комітету. Настоятель Знаменської церкви міста Вільнюс, помічник міського диякона, член правління Мінської духовної семінарії. Редактор місцевого «Братэрскага лістка», упорядник молитовників для простого люду, автор брошур русофільського та антикатолицького змісту.
Обраний до Державної Думи (1912). У ньому він виступав переважно з питань, пов'язаних з експансією католиків у південно-західних провінціях Росії, проти уніатів, сектантів та євреїв, а також щодо зміцнення моральних та релігійних основ російського суспільства. Член думської комісії з питань релігії (заступник голови) та комісії з питань праці.
Служив у церкві Благовіщення Пресвятої Богородиці при Департаменті загальних справ МВС до її закриття владою влітку 1918 року. Пізніше він служив у латвійських парафіях РПЦ до своєї смерті у 1933 році.